# Архиепархия Флоренции
Архиепархия Флоренции (лат. Archidioecesis Florentina, итал. Arcidiocesi di Firenze) — архиепархия-митрополия Римско-католической церкви, входящая в церковную область Тоскана. В настоящее время епархией управляет архиепископ-митрополит Герардо Гамбелли. Вспомогательный епископ — Клаудио Маньяго. Почётные архиепископы — кардинал Эннио Антонелли, кардинал Джузеппе Бетори.
Клир епархии включает 724 священников (410 епархиальных и 314 монашествующих священников), 56 диаконов, 391 монаха, 1795 монахинь.

## Территория
В юрисдикцию епархии входят 318 приходов в коммунах Тосканы, объединённые в 24 деканата: в городе — Сан-Джованни, Порта-а-Прато, Порта-алла-Кроче, Порта-Романа; в ближних пригородах — Антелла и Риполи, Броцци и Кампи-Бизенцио, Импрунета и Галлуццо, Скандиччи; в дальних пригородах — Барберино ди Муджело, Борго Сан Лоренцо, Кастельфьорентино, Чертальдо, Эмполи, Фиренцуола, Ле Синье, Монтелупо, Монтеспертоли, Палаццуоло, Понтассьеве, Сан-Кашано, Скарперия и Сан-Пьетро-а-Сьеве, Сесто Фьорентино и Каленцано, Таварнелли, Виккьо.
Кафедра архиепископа-митрополита находится в городе Флоренция в соборе Санта-Мария-дель-Фьоре.
Патронами архиепархии Флоренции являются Иоанн Креститель, чья память в городе совершается 24 июня (Рождество Иоанна Крестителя), Святой Зиновий и Святой Антонин Пьероцци, бывшие епископами Флоренции.
В состав митрополии (церковной провинции) Флоренция входят:
- Архиепархия Флоренции;
  - Епархия Ареццо-Кортона-Сансеполькро;
  - Епархия Пистои;
  - Епархия Прато;
  - Епархия Сан-Миниато;
  - Епархия Фьезоле.

## История
Кафедра во Флоренции была основана во II—III веке. Проповедь христианства в этих краях связана с именами учеников апостола Петра, Святых Фронтина и Павлина, а также мучеников, Святых Миниата и Кресченциана. Кроме того в городе в районе Ольтрамо селились мигранты из Сирии и Анатолии, занимавшиеся торговлей, среди которых было немало христиан. В церкви Святой Фелициты обнаружены древнейшие свидетельства существования ранней христианской общины во Флоренции. Первым епископом города, о котором сохранилось документальное свидетельство, является епископ Феликс, участвовавший на соборе в Риме при Папе Мильтиаде в 313 году.
Окончательно христианство утвердилось во Флоренции в конце IV века. В 393 году Святой Амвросий прибыл в город по приглашению местного духовенства на освящение церкви Святого Лаврентия, где произнёс знаменитую проповедь Exhortatio virginitatis. Молитвам Святого Амвросия флорентийцы вменяли победу над противниками в битве c Радагайсом в 406 году, которая произошла в день Святой Репараты, с тех почитающейся небесной покровительницей Флоренции. При епископе Святом Зиновии появилась первая епархиальная организация, насчитывавшая несколько церквей за пределами городских стен того времени: в дополнение к выше упомянутым церквям Святого Лаврентия и Святой Фелициты и только начавшейся строится церкви Святой Репараты, ставшей собором.
Во времена владычества византийцев и лангобардов, в последующие века, в епархии были построены церкви Святого Аполлинария и Святого Руфила. Другие церкви были возведены в период правления династии Каролингов, и в это же время Карл Великий даровал духовенству Флоренции ряд привилегий.
Монашество во Флоренции появилось в первом тысячелетии. Одно из первых аббатств в городе было основано Виллой и её сыном Уго (Гуго) Тосканскими в 978 году. В 1013 году епископ Ильдебрандо основал аббатство Сан-Миниато-аль-Монте, доверив его сначала бенедиктинцам из Клюнийской конгрегации, затем оливетанцам. Свой монастырь, аббатство Сеттимо, имели во Флоренции и цистерцианцы. Авторитет местного епископа позволял ему устанавливать экономическую политику как в самом городе, так и на прилегавших к нему территориях, собирать десятину, владеть замками и поместьями, назначать наместников (подеста) в близлежащих городах.
Епископ Герард Бургундский был первым епископом Флоренции, ставшим Папой под именем Николая II, но ни его понтификат, ни реформы Папы Виктора II не смогли обуздать разгул симонии и конкубинатов. Тогда же в 1060 году Джованни Гуальберто на территории епархии основал орден валломброзиан, чьё вошедшее в историю противостояние в церкви Святого Сальвия с епископом Пьетро Меццабарба положило начало крестовому походу против коррупции в городе.
Рост значения Флоренции в XII веке способствовал развитию епархии и укреплению авторитета епископа. В это время было построено множество церквей и монастырей, принят «Сельский кодекс» (Codice Rustici).
В XIII веке в городе появились нищенствующие ордена: в 1217 году францисканцы, в 1219 году доминиканцы, затем августинцы, кармелиты, гумилиаты и сильвестринцы. Они боролись с ересями (патаренами), заслужив уважение горожан, чья численность постоянно росла за счёт притока людей из сельской местности. Кроме того, нищенствующие ордена способствовали установлению мира между враждовавшими партиями горожан, инициировали создание братств милосердия, например, основанное Святым Петром Мучеником Архибратство Милосердия. Для нужд паломников в городе был построен госпиталь.
В 1233 году во Флоренции семью горожанами был основан Орден Служителей Пресвятой Девы Марии, или сервитов, которые поселились на месте будущей базилики Сантиссима Аннунциата. В 1294 году экономическое благосостояние позволило начать работу над строительством нового большого собора в городе в честь Богоматери, Санта-Мария-дель-Фьори, на месте старого собора в честь Святой Репараты. Именно в этот период великий флорентиец, поэт Данте Алигьери был изгнан из Флоренции по политическим причинам и создал литературный памятник — «Божественную Комедию». Эпидемия чумы привела лишь к временному кризису, после чего экономическое развитие Флоренции достигло своего пика.
В 1375—1378 годах местные жители открыто восстали против Папы Григория XI в так называемой войне «Восьми Святых», из-за чего город в течение восьми лет находился под интердиктом. Тогда же были введены высокие налоги на духовенство со стороны муниципалитета. Конфликт был исчерпан, и Никколо Аччьяюоли основал монастырь картузианцев во Флоренции, а кардинал Пьетро Корсини получил множество привилегий для епископа и города. 10 мая 1419 года при его родственнике Америго Корсини епархия получила статус архиепархии. В том же году в город прибыл его покровитель Джованни ди Биччи де Медичи, антипапа Иоанн XXIII, проведший последние годы жизни во Флоренции.
Авторитет рода Медичи возрастал, и в 1439 году Козимо Старшему было поручено перевести Вселенский Собор из Феррары во Флоренцию, где прошли заключительные заседания собора в присутствии Папы Евгения IV, императора Иоанна VIII Палеолога, патриарха Константинопольского, епископов и прелатов западных и восточных церквей. В этот период была проведена епархиальная реформа, улучившая работу духовенства и монашеских институтов во Флоренции. Папой была основана Евгенианская коллегия, школа для священнослужителей, сыгравшая важную роль в духовной истории города. В первой половине XV века во Флоренции была основана Лаврентьевская библиотека, руководство над которой поручили каноникам собора Санта Мария дель Фьоре.
Во время правления Медичи церковь Святого Лаврентия негласно почиталась в городе вторым собором, украшенная великолепной архитектурой Филиппо Брунеллески и имевшая собственный капитул. Благодаря покровительству Козимо Старшего, во Флоренции появился монастырь Святого Марка. Он был построен по проекту Микелоццо и украшен фресками работы Беато Анджелико.
В городе было основано Общество Добрых Людей Святого Мартина для удовлетворения обедневшим из-за политической борьбы семьям. Это был лишь один проект из чреды великих свершений архиепископа-реформатора Святого Антонина Пьероцци, эрудита, гуманиста, предвосхитившего некоторые положения Тридентского Вселенского Собора. Другая организация возникшая в городе в это же время, Госпиталь Невинных, помогало исключительно детям, став первой организацией подобного рода в Европе.
В конце XV века яркой личностью в духовной жизни Флоренции был Джироламо Савонарола, чей призыв к покаянию неоднозначно был воспринят как местным духовенством, так и в целом обществом.
В то время в митрополию Флоренции входили епархии Фьезоле и Пистои, к последней в 1460 году прибавилась епархия Прато, далее были основаны в 1520 году епархия Сансеполькро и в 1526 году епархия Сан-Миниато. Флоренция была украшена великолепными храмами во время понтификатов двух Пап из рода Медичи — Льва X и Климента VII, хотя это и были годы войн и кровавых схваток в Италии. Во времена Великого герцогства, кроме конфликта между Козимо I и архиепископом Антонио Альтовити, вызванного прежде всего интересами рода Альтовити, епархия, как и сама Флоренция, довольствовалась миром, хотя в начале XVII века разразившийся экономический кризис привёл к уменьшению значения города в европейской политике.
После Тридентского Вселенского Собора во Флоренции распространились монашеские институты нового типа. Первыми появились иезуиты, затем варнавиты, пиаристы и капуцины. Во Флоренции родился великий реформатор духовной жизни в самом Риме и основатель ораторианцев, Святой Филипп Нери. Большое значение для духовной жизни города в XVII веке имела личность мистика и монахини-кармелитки Святой Марии Магдалины де Пацци. В это же время другой уроженец Флоренции, Блаженный Ипполит Галантини, образец духовности и добродетели, основал братство ванкетонийцев. Папы Урбан VIII из рода Барберини и Климент XII из рода Корсини также были флорентийцами.
В 1712 году архиепископ Томмазо Бонавентура делла Герардеска основал семинарию, к которой в 1802 году присоединилась Фиренцуола, специализирующаяся на подготовке духовенства для приходов в горных селах, а с 1859 года интернат.
В XVIII веке рост влияния ереси янсенизма не сильно затронул Флоренцию. Секуляризация начавшаяся при великом герцоге Пьетро Леопольдо привела к упразднению ряда церквей и монастырей, а завершилась принятием антицерковных законов Наполеона Бонапарта в 1808 году. Против секуляризации выступил архиепископ Антонио Мартини, которому даже пришлось скрываться от преследования со стороны великого герцога Пьетро Леопольдо. Изъятие церковного имущества преследовало, прежде всего, экономические цели: доход Великого герцогства в 1737—1738 годах составил примерно в 335 000 крон, по сравнению с 1 758 000 дохода архиепархии, с клиром в 3 % от общего числа населения..
25 марта 1799 года Флоренция была оккупирована французскими войсками. Оккупационной администрацией был назначен французский епископ, Антуан-Эсташ д’Осмонд, несмотря на протесты флорентийцев и Папы Пия VII, который был узником Наполеона Бонапарта. Сразу после прекращения французского владычества, новый архиепископ Пьер Франческо Морали столкнулся с трудной задачей восстановить благочестие в архиепархии, пошатанное оккупационными законами.
Во время Рисорджименто в Италии архиепископом Флоренции был Джоваккино Лимберти, который попытался занять примирительную позицию между государством Италия и Святым Престолом. Он был также известен как замечательный пастырь, уделявший большое внимание благотворительной деятельности.
При епископе Альфонсо Марии Мистранджело в первой четверти XX века во Флоренции был открыт первый центр организации «Католическое действие». Большое утешение и помощь местным жителям во время великих потрясений — Второй мировой войны и наводнения во Флоренции, оказали архиереи того времени, кардинал Элиа Далла Коста и кардинал Эрменджильдо Флорит, соответственно.

## Ординарии епархии
| - Феликс (упомянут в 313); - Святой Зиновий Флорентийский (337—417); - Евгений (450—464); - Маврикий (545—550); - Неизвестный по имени (578—590); - Репарат (упомянут 679); - Специоз (715—729); - Фома (упомянут в 743); - Алипранд (826—833); - Радинг (упомянут в 852); - Герард (853—855); - Пётр (упомянут в 861); - Андрей (упомянут в 873); - Гразульф (упомянут в 897); - Подий I (Поггий) (908—926); - Рамбальд (929—964); - Сихельм (964—989); - Святой Подий II (989 — 28.5. или 5.6.1002); - Гвидо (1002—1008); - Гильдебранд (1008—1024); - Ламберт (1025—1032); - Атто I (1032—1045); - Герардо ди Боргонья (1045 — 27.7.1061) — избран Папой под именем Николая II; - Пьетро Меццабарба (1062—1068); - Элинардо (1070—1073) — бенедиктинец; - Раньери (1073 — 12.7.1113); - Готтифредо дельи Альберти (1113—1142); - Атто II (1143 — 9.6.1154); - Амброджо (1155 — 20.5.1158) — валломброзианец; - Джулио (1158—1182); - Дзаноби (1161) — анти-епископ; - Бернардо (1182—1187); - Пагано (1087—1090); - Пьетро (1190—1205); - Джованни да Веллетри (1205 — 14.7.1230); - Арденьо Тротти, или дей Форабоски (7.3.1231 — 1247); - Филиппо Фонтана (1250—1251) — назначен архиепископом Равенны; - Джованни дей Манджадори (1251—1273); - Якопо да Кастельбуоно (28.5.1286 — 16.8.1286) — доминиканец; - Андреа дей Моцци (29.12.1286 — 13.9.1295) — назначен епископом Виченцы; - Франческо Мональдески (13.9.1295 — 10.12.1302); - Лоттьери делла Тоса (14.2.1303 — 1309); - Антонио д'Орсо (9.6.1310 — 18.7.1321); - Франческо Сильвестри (15.3.1323 — 21.10.1341); - Анджело Аччьяйоли I (26.6.1342 — 18.3.1355) — доминиканец, назначен аббатом Монтекассино; - Франческо Атти (18.3.1355 — 23.12.1356); - Филиппо делл'Антелла (27.2.1357 — 1363); - Пьетро Корсини (1.9.1363 — 7.6.1370); - Анджело Риказоли (19.6.1370 — 1382) — назначен епископом Фаэнцы; - Анджело Аччайоли II (3.6.1383 — 17.12.1384) — кардинал; | - Бартоломео Улиари (9.12.1385 — 18.12.1389) — бенедиктинец; - Онофрио Висдомини (15.5.1390 — 13.12.1400) — августинец, назначен епископом Комаккьо; - Аламанно Адимари (13.12.1400 — 16.11.1401) — назначен архиепископом Таранто; - Якопо Палладини (16.11.1401 — 18.7.1410) — назначен епископом Сполето; - Франческо Дзабарелла (18.7.1410 — 17.6.1411); - Америго Корсини (16.7.1411 — 18.3.1434) — первый архиепископ Флоренции; - Джованни Вителлески (12.10.1435 — 9.8.1437); - Людовико Скарампи Меццарота (6.8.1437 — 18.12.1439) — назначен патриархом Аквилеи; - кардинал Бартоломео Дзабарелла (18.12.1439 — 21.12.1445); - Святой Антонино Пьероцци (10.1.1446 — 2.5.1459); - Орландо Бонарли (16.6.1459 — 1461); - Джованни де Диотисальви (22.3.1462 — 18.7.1473); - кардинал Пьетро Риарио (20.7.1473 — 3.1.1474) — францисканец-конвентуал; - Ринальдо Орсини (28.1.1474 — 5.7.1508); - Козимо де Пацци (5.7.1508 — 8.4.1513); - кардинал Джулио де Медичи (9.5.1513 — 19.11.1523) — избран Папой под именем Климента VII; - кардинал Никколо Ридольфи (11.1.1524 — 11.10.1532); - Андреа Буондельмонти (11.10.1532 — 27.11.1542); - кардинал Никколо Ридольфи (8.1.1543 — 25.5.1548) — вторично; - Антонио Альтовити (25.5.1548 — 28.12.1573); - кардинал Алессандро де Медичи (15.1.1574 — 1.4.1605) — избран Папой под именем Льва XI; - Алессандро Марци Медичи (27.6.1605 — 13.8.1630); - Козимо де Барди (9.9.1630 — 18.4.1631); - Пьетро Никколини (7.6.1632 — 1.12.1651); - кардинал Франческо Нерли старший (16.12.1652 — 6.11.1670); - кардинал Франческо Нерли младший (22.12.1670 — 31.12.1682); - кардинал Якопо Антонио Мориджа (27.2.1683 — 28.10.1699) — барнабит; - Леоне Строцци (7.7.1700 — 4.10.1703); - Томмазо Бонавентура делла Герардеска (12.11.1703 — 21.9.1721); - Джузеппе Мария Мартелли (20.5.1722 — 23.5.1741); - Франческо Гаэтано Инконтри (29.5.1741 — 25.3.1781); - Антонио Мартини (7.7.1781 — 31.12.1809); - Sede vacante (1809—1815); - Антуан-Осташ д'Осмонд (1811—1813) — анти-епископ; - Морали, Пьер Франческо (15.3.1815 — 29.9.1826) - Фердинандо Минуччи (28.1.1827 — 2.7.1856) - Джоваккино Лимберти (3.8.1857 — 27.10.1874) - Эудженио Чеккони (21.12.1874 — 15.6.1888) - кардинал Агостино Бауза (11.2.1889 — 15.4.1899) — доминиканец; - кардинал Альфонсо Мария Мистранджело (19.6.1899 — 7.11.1930) — пиарист; - кардинал Элиа Далла Коста (19.12.1931 — 22.12.1961); - кардинал Эрменеджильдо Флорит (9.3.1962 — 3.6.1977); - кардинал Джованни Бенелли (3.6.1977 — 26.10.1982); - кардинал Сильвано Пьованелли (18.3.1983 — 21.3.2001); - кардинал Эннио Антонелли (21.3.2001 — 7.6.2008) — назначен председателем Папского Совета по делам Семьи; - кардинал Джузеппе Бетори (8.09.2008 — 18.04.2024); - архиепископ Герардо Гамбелли (с 18 апреля 2024 года — по настоящее время). |  |

### Архиепископ Флоренции
В настоящее время архиепископом Флоренции является архиепископ Архиепископ Герардо Гамбелли. Его предшественник кардинал Джузеппе Бетори, бывший генеральный секретарь епископской конференции Италии, который был хиротонисан на кафедру 26 октября 2008 года, в отставке с 18 апреля 2024 года. С 18 февраля 2012 года назначен кардиналом с титулом церкви Сан-Марчелло-аль-Корсо.

## Епархиальные синоды
- 1073 — при епископе Раньери;
- 1139 — при епископе Готтифредо дельи Альберти;
- 1286, 3 апреля — при епископе Якопо да Кастельбуоно;
- 1310, 13 августа — при епископе Антонио Д’Орсо;
- 1327, 1 августа — при епископе Франческо ди Сильвестро да Чиньоли;
- 1343 — при епископе Анджело Аччьяйоли I;
- 1350 — при епископе Анджело Аччьяйоли I;
- 1372, 13-14 января — при епископе Анджело Риказоли;
- 1393, 3 июля — при епископе Онофрио Висдомини;
- 1415 — при епископе (архиепископе) Америго Корсини;
- 1446, 22 апреля — при архиепископе Святом Антонине Пьероцци;
- 1508 — при архиепископе Козимо де Пацци;
- 1517 — при архиепископе-кардинале Джулио де Медичи;
- 1565, 29 март — при архиепископе Антонио Альтовити;
- 1569, 5 май — при архиепископе Антонио Альтовити;
- 1573, 9 апрель Антонио Альтовити (провинциальный синод);
- 1589, 26 март-11 июня — при архиепископе-кардинале Алессандро де Медичи;
- 1603, 17 июня — при архиепископе-кардинале Алессандро де Медичи;
- 1610, 27 мая — при архиепископе Алессандро Марци Медичи;
- 1614, 4 июня — при архиепископе Алессандро Марци Медичи;
- 1619, 14-15 мая — при архиепископе Алессандро Марци Медичи;
- 1623, 17 мая — при архиепископе Алессандро Марци Медичи;
- 1627, 18 мая — при архиепископе Алессандро Марци Медичи;
- 1629, 10 мая — при архиепископе Алессандро Марци Медичи;
- 1637, 16 июня — при архиепископе Пьетро Никколини;
- 1645, 17 мая — при архиепископе Пьетро Никколини;
- 1656, 4 апреля — при архиепископе-кардинале Франческо Нерли Старшем;
- 1663, 26 сентября — при архиепископе-кардинале Франческо Нерли Старшем;
- 1666, 23 сентября — при архиепископе-кардинале Франческо Нерли Старшем;
- 1669, 25 сентября — при архиепископе-кардинале Франческо Нерли Старшем;
- 1674, 12 сентября — при архиепископе-кардинале Франческо Нерли Младшем;
- 1678, 31 августа — при архиепископе-кардинале Франческо Нерли Младшем;
- 1681, 27 августа — при архиепископе-кардинале Франческо Нерли Младшем;
- 1691, 26 сентября — при архиепископе Якопо Антонио Мориджа;
- 1699, 24 сентября — при архиепископе Якопо Антонио Мориджа;
- 1710, 10 сентября — при архиепископе Томмазо Банаветуре Делла Герардеске;
- 1732, 24 сентября — при архиепископе Джузеппе Марии Мартелли;
- 1905, 21-23 ноября — при архиепископе Альфонсо Марии Мистранджело;
- 1936, 10-12 сентября — при архиепископе-кардинале Элии Далла Коста;
- 1946, 8-9 мая — при архиепископе-кардинале Элии Далла Коста;
- 1988 — при архиепископе-кардинале Сильвано Пьованелли;
- 1992 — при архиепископе-кардинале Сильвано Пьованелли.

## Статистика
На конец 2006 года из 888 237 человек, проживающих на территории епархии, католиками являлись 815 000 человек, что соответствует 91,8 % от общего числа населения епархии.
| год  | население | население | население | священники | священники        | священники         | священники                           | постоянные диаконы | монахи  | монахи  | приходы |
| год  | католики  | всего     | %         | всего      | белое духовенство | черное духовенство | число католиков на одного священника | постоянные диаконы | мужчины | женщины | приходы |
| ---- | --------- | --------- | --------- | ---------- | ----------------- | ------------------ | ------------------------------------ | ------------------ | ------- | ------- | ------- |
| 1950 | 845.000   | 850.000   | 99,4      | 1.280      | 640               | 640                | 660                                  |                    | 428     | 2.850   | 478     |
| 1970 | 800.000   | 850.000   | 94,1      | 926        | 514               | 412                | 863                                  | 1                  | 554     | 2.918   | 498     |
| 1980 | 897.527   | 937.651   | 95,7      | 832        | 476               | 356                | 1.078                                | 5                  | 437     | 2.500   | 499     |
| 1990 | 867.530   | 885.450   | 98,0      | 750        | 416               | 334                | 1.156                                | 24                 | 422     | 1.972   | 321     |
| 1999 | 826.484   | 874.172   | 94,5      | 665        | 410               | 255                | 1.242                                | 34                 | 294     | 1.869   | 319     |
| 2000 | 806.787   | 854.243   | 94,4      | 659        | 406               | 253                | 1.224                                | 36                 | 301     | 1.862   | 318     |
| 2001 | 810.247   | 858.339   | 94,4      | 691        | 401               | 290                | 1.172                                | 38                 | 353     | 1.285   | 318     |
| 2002 | 811.547   | 865.259   | 93,8      | 660        | 407               | 253                | 1.229                                | 52                 | 418     | 1.900   | 318     |
| 2003 | 814.315   | 868.242   | 93,8      | 645        | 424               | 221                | 1.262                                | 53                 | 302     | 1.870   | 318     |
| 2004 | 815.210   | 889.314   | 91,7      | 772        | 402               | 370                | 1.055                                | 54                 | 435     | 1.900   | 318     |
| 2006 | 815.000   | 888.237   | 91,8      | 724        | 410               | 314                | 1.125                                | 56                 | 391     | 1.795   | 318     |